# Nagari Manggopoh
Nagari Manggopoh is een bestuurslaag in het regentschap Agam van de provincie West-Sumatra, Indonesië. Nagari Manggopoh telt 18.559 inwoners (volkstelling 2010).